# Игнашов, Алексей Викторович
Алексей Викторович Игнашов (бел. Аляксей Віктаравіч Ігнашоў; род. 18 января 1978, Минск, Белорусская ССР, СССР), известен под спортивным прозвищем «Красный Скорпион» — белорусский тайбоксёр и тренер в супертяжёлом весе, восьмикратный чемпион мира по тайскому боксу, двукратный чемпион Европы и чемпион Евразии среди профессионалов. Мастер спорта Республики Беларусь международного класса.

## Биография
Родился 18 ноября 1978 года в белорусском городе Минск.
С 1993 по 1996 году учился в Минске в профессионально-техническом училище строителей (№53) (столяр-плотник, станочник деревообрабатывающих станков, резчик по дереву).
В 1996 году получил специальность тренера по восточным единоборствам в Белорусском государственном институте физической культуры. В 1998 году становится мастером спорта международного класса. Первое высшее образование получил в Международном гуманитарно-экономическом негосударственном институте Республики Беларусь (психолог-историк). С 2012 по 2016 учился в Московском финансово-промышленном университете «Синергия» (спортивный менеджмент).
С 1992 года Игнашов занимался усиленной физической подготовкой в разных спортивных секциях.
В 1994 году начал заниматься тайским боксом (муай-тай) в спортивном клубе «Синтяо». Первым тренером является Игорь Борисович Гарадилов (СК «Синтяо»). В 1998 году Игнашов приходит к легендарному тренеру Андрею Сергеевичу Гридину (СК «Чинук»). «В 14 лет я понял, что хочу быть сильным как физически, так и духовно. В моём сегодняшнем понимании я жил тогда не совсем правильно. Конечно же я не думал, что стану чемпионом. Я просто хотел быть сильным и хорошим парнем, поэтому начал тренироваться. В 16 лет я увидел занятие тайским боксом, которое проводил Андрей Гридин. По моему мнению, он является „отцом“ и основателем тайского бокса в Белоруссии. Мне очень понравилась эта борьба».
Впервые на мировую арену Игнашов вышел в 1998 году. В июле 1999 года выиграл в Таиланде титул чемпиона мира по престижной версии WMC в бою со шведом Йёргеном Крутом. В октябре того же года Игнашов бился с легендарным Робом Каманом в его прощальном поединке. Решением судей победа досталась голландцу, хотя сам Роб после боя поднял руку Игнашову.
В 2000 году ворвался в наиболее престижную мировую лигу тайбоксинга — К-1. Игнашов выиграл отборочный турнир в Минске, победив в финале украинца Сергея Архипова. На следующем этапе отбора в Йокогаме Алексей проиграл более опытному англичанину Мэтту Скелтону.
Тем не менее Игнашов смог закрепиться на мировом уровне и в 2001 −2004 годах прочно входил в первую десятку лучших тяжеловесов планеты. В этот период он побеждал таких известных бойцов как Николас Петтас, Бьёрн Бреги, Петер Артс, Майк Бернардо, King Артур Вильямс и др. Первый, кто нокаутировал Семми Схилта и Бадра Хари. За время выступлений в К-1 Алексей дважды входил в финальную «восьмёрку» мирового гран-при, став полуфиналистом в 2001 году и четвертьфиналистом в 2003 году (в этот год он считался основным фаворитом после триумфа на отборочном турнире в Париже).
В 2005 году Игнашов травмировал колено в бою против Бьорна Брегги и у него был некоторый спад в выступлениях на ринге. С 2006 по 2011 год Алексей жил и тренировался в Новой Зеландии и представлял клуб «Balmoral LiGar» под руководством тренера Лоло Хамули. В 2009—2010 годах Игнашов вернулся на большой ринг для боёв с наиболее сильнейшими бойцами Сэмми Схилтом и Бадром Хари (обоих он побеждал в прошлые годы). На этот раз Алексей проиграл.
После сложного жизненного периода, когда в его жизни появился алкоголь, Алексей стал очень верующим человеком — он часто ходит в церковь и посещает монастырь на горе Афон. У себя на родине в Белоруссии Игнашов дружит с настоятелем храма в деревне Большое Стиклево под Минском. Там же в военно-патриотическом лагере он даёт уроки рукопашного боя для подростков.
Последний свой бой в возрасте 40 лет Алексей провёл с боснийцем Дживадом Потураком на турнире Bellator 196 в Венгрии и победил решением судей.
Специалисты мира единоборств отмечают, что Алексей невероятно эмоционально устойчивый спортсмен. Бывший психолог клуба Чинук, где тренировался Игнашов, описывал его эмоциональное состояние в момент, когда вся команда нервничала перед боем, как абсолютно уравновешенное: я хожу и нервничаю, а он сидит, в носу ковыряется: Вот сейчас пойду побьюсь, потом пойду ещё что-нибудь сделаю".
В пик своей карьеры Алексей проводил по десять профессиональных поединков за год, что считается очень высоким результатом. Легендарный Петер Аэртс, как признавался сам Игнашов, называл его за это сумасшедшим.
Из известных представителей мира единоборств в то или иное время Алексей тренировался с Сэмом Греко, Сергеем Харитоновым, братьями Грэйси, Забитом Самедовым, Бобом Саппом, Александром Устиновым, регбистами из команды "Олл Блэкс"и другими.
Во время выступления на турнирах К-1 в Японии Игнашов пользовался невероятной популярностью у фанатов — особенно женского пола. Однажды после турнира чуть не случилась трагедия — болельщики облепили Алексея и стали рвать его одежду на части, а девушки стали пытаться прикоснуться к его частям тела. Одна из японок поджидала его в отеле с конфоркой и приготовила ему борщ. Другая фанатка специально приехала жить в Белоруссию, полгода учила русский язык в надежде познакомиться с Алексеем. Но в то время он уже жил в Новой Зеландии. По опросам японской публики популярность Алексея уступала только популярности Петера Аэртсса.
Сейчас помимо тренировок Алексей играет в водное поло.
«Скорпион» особо известен ударами коленом, которые использовал в нокаутах с Николасам Петтасом и Картером Вильямсом.
В настоящий момент живёт и тренируется в Москве, в спортивном клубе Университета «Синергия» (Red Scorpion team). Тренеры — Андрей Сергеевич Гридин и Анатолий Иванович Лис.

## Чемпионаты

### Любительские титулы
1999 Чемпионат мира по тайскому боксу по версии IAMTF  -91 кг

2001 Чемпионат мира по тайскому боксу по версии IAMTF  +91 кг

### Профессиональные титулы
Чемпион Европы 1998. По версии WPKL (Испания)
Чемпион мира 1999. По версии IAMTF (Таиланд)
Чемпион Европы 1999. По версии WAKO (Киев)
Чемпион Евразия среди профессионалов в 1999 году (г. Минск)
Чемпион мира среди профессионалов в 1999. По версии WMC (Таиланд)
Чемпион мира среди профессионалов в 1999. По версии Iska (Испания)
Чемпион мира среди профессионалов в 2000 (Нидерланды) по версии ISKA
Чемпион мира среди профессионалов в 2000 (Италия) по версии WPKL
Чемпион мира среди профессионалов в 2000 (г. Минск), по версии WMC
Чемпион мира среди профессионалов в 2000 (Франция) по версии Iska
Чемпион мира среди профессионалов в 2015 (Греция, Афины) по версии WKN
Чемпион Гран-при K-1 2001 (Франция)
Чемпион Гран-при K-1 2003 (Nagoya)

## Статистика боёв

### Кикбоксинг
| 84 победы (41 нокаутом, 43 решением судей), 21 поражение |           |                       |                                                                     |                                       |       |       |
| Дата                                                     | Результат | Противник             | Место                                                               | Способ                                | Раунд | Время |
| 30.05.2018                                               | Поражение | Валентин Бордиану     | ”ЖАРА Fight Show”, Москва, Россия                                   | Р\С (единогласное)                    | 3     | 3:00  |
| 06.04.2018                                               | Победа    | Джевад Потурак        | Bellator Kickboxing 9, Будапешт, Венгрия                            | Р\С                                   | 3     | 3:00  |
| 26.04.2015                                               | Победа    | Антонис Тзорос        | The Battle, Афины, Греция                                           | Р\С (единогласное)                    | 3     | 3:00  |
| 09.11.2013                                               | Поражение | Бадр Хари             | Легенда-2 «Вторжение», Москва, Россия                               | Р\С (единогласное)                    | 3     | 3:00  |
| 22.02.2013                                               | Победа    | Мартинас Книзелис     | Knockout Show, Москва, Россия                                       | Р\С                                   | 3     | 3:00  |
| 27.10.2012                                               | Поражение | Томас Хрон            | Nitrianska Noc Bojovnikov, Нитра, Словакия                          | Р\С (единогласное)                    | 3     | 3:00  |
| 20.10.2012                                               | Победа    | Зинедин Хамер-Лаин    | Tatneft Arena World Cup 2012 Final, Казань, Россия                  | Р\С (единогласное)                    | 3     | 3:00  |
| 07.07.2012                                               | Победа    | Корнелиус Рус         | Superkombat World Grand Prix III 2012, Super Fight, Варна, Болгария | Р\С (единогласное)                    | 3     | 3:00  |
| 12.05.2012                                               | Поражение | Али Ценик             | Fight Code Dragons Final 32, Prestige Fight, Будапешт, Венгрия      | Р\С (единогласное)                    | 3     | 3:00  |
| 05.02.2011                                               | Победа    | Роман Кляйбль         | Fight Code Rhinos Series, Нитра, Словакия                           | Р\С                                   | 3     | 3:00  |
| 11.12.2010                                               | Поражение | Томас Хрон            | It’s Showtime, Афины, Греция                                        | Р\С (4-1)                             | 3     | 3:00  |
| 21.05.2010                                               | Победа    | Фредди Кемайо         | K-1 World Grand Prix 2010 in Bucharest, Бухарест, Румыния           | Р\С (единогласное)                    | 3     | 3:00  |
| 21.05.2010                                               | Победа    | Миндаугас Сакалаускас | K-1 World Grand Prix 2010 in Bucharest, Бухарест, Румыния           | TKO                                   | 1     | 1:57  |
| 03.04.2010                                               | Поражение | Бадр Хари             | K-1 World Grand Prix 2010 in Yokohama, Йокогама, Япония             | Р\С (единогласное)                    | 3     | 3:00  |
| 23.10.2009                                               | Победа    | Рон Спаркс            | K-1 ColliZion 2009 Final Elimination, Arad, Румыния                 | KO (Правый хай-кик)                   | 2     | 2:50  |
| 17.10.2009                                               | Поражение | Сэмми Шилт            | Ultimate Glory 11: A Decade of Fights, Амстердам, Нидерланды        | Р\С (единогласное)                    | 3     | 3:00  |
| 26.06.2009                                               | Поражение | Фредди Кемайо         | Gala International Multi-boxes à Coubertin, Париж, Франция          | TKO (остановка врачом, травма голени) | 4     | 2:00  |
| 16.05.2009                                               | Поражение | Roman Kleibl          | K-1 ColliZion 2009 Mlada Boleslav, Млада-Болеслав, Чехия            | Р\С (после доп. раунда)               | 4     | 3:00  |
| 28.02.2009                                               | Победа    | Джевад Потурак        | K-1 Венгерский GP 2009 в Будапеште, Будапешт, Венгрия               | Р\С                                   | 4     | 3:00  |
| 05.10.2008                                               | Победа    | Бьерн Бреги           | K.O. Events «Tough Is Not Enough», Роттердам, Нидерланды            | Р\С                                   | 3     | 3:00  |
| 30.03.2008                                               | Победа    | Янг Ри Ю              | ХАН 2008 Серия 1, Сеул, Республика Корея                            | Р\С                                   | 3     | 3:00  |
| 09.02.2008                                               | Поражение | Грегори Тони          | KO Мировая Серия 2008 Окленд, Новая Зеландия                        | Р\С                                   | 3     | 3:00  |
| 24.02.2007                                               | Победа    | Аттила Карач          | K-1 Fighting Network 2007 Будапешт, Венгрия                         | KO (удар слева)                       | 1     | 2:02  |
| 12.08.2006                                               | Победа    | Имани Ли              | K-1 Мировой Гран-при 2006 в Лас-Вегасе II, США                      | Р\С                                   | 3     | 3:00  |
| 13.05.2006                                               | Поражение | Гёкхан Саки           | K-1 Мировой Гран-при 2006 Амстердам, Нидерланды                     | Р\С                                   | 3     | 3:00  |
| 13.05.2006                                               | Победа    | Петр Вондрачек        | K-1 Мировой Гран-при 2006 Амстердам, Нидерланды                     | KO (удар справа)                      | 2     | 2:08  |
| 25.02.2006                                               | Победа    | Гари Гудридж          | K-1 Мировой Гран-при 2006 Будапешт, Венгрия                         | Р\С                                   | 3     | 3:00  |
| 23.09.2005                                               | Поражение | Реми Боньяски         | K-1 Мировой Гран-при 2005 Осака, Япония                             | Р\С                                   | 4     | 3:00  |
| 27.05.2005                                               | Поражение | Нобору Утида          | K-1 Мировой Гран-при 2005 Париж, Франция                            | Р\С                                   | 3     | 3:00  |
| 30.04.2005                                               | Поражение | Питер Грэм            | Battle of The Anzacs II, Новая Зеландия                             | Р\С                                   | 5     | 3:00  |
| 13.02.2005                                               | Поражение | Бьёрн Брегги          | Алькмаар, Нидерланды                                                | TKO (Knee injury)                     | 3     | 3:00  |
| 06.11.2004                                               | Победа    | Павел Славински       | K-1 Титаны 2004, Япония                                             | Р\С                                   | 3     | 3:00  |
| 25.09.2004                                               | Поражение | Каоклай Канорсинг     | K-1 Мировой Гран-при 2004, Япония                                   | Р\С                                   | 4     | 3:00  |
| 16.07.2004                                               | Победа    | Йосип Бодрозич        | Kings of Oceania 2004 Окленд, Новая Зеландия                        | KO                                    | 1     |       |
| 06.06.2004                                               | Победа    | Кинг Артур Вилльямс   | K-1 Мировой Гран-при 2004 Нагоя, Япония                             | KO                                    | 1     | 1:48  |
| 20.05.2004                                               | Победа    | Сэмми Схилт           | It’s Showtime 7, Недерланды                                         | KO (удар коленом)                     | 1     | 1:20  |
| 11.04.2004                                               | Победа    | Сириль Дьябате        | It’s Showtime, Недерланды                                           | Р\С                                   | 5     | 3:00  |
| 27.03.2004                                               | Победа    | Картер Вильямс        | K-1 Мировой Гран-при 2004 Сайтама, Япония                           | KO (Knee strike)                      | 2     | 2:42  |
| 24.01.2004                                               | Победа    | Марк де Вит           | K-1 Мировой Гран-при 2004 Марсель                                   | Р\С                                   | 3     | 3:00  |
| 06.12.2003                                               | Поражение | Петер Артс            | K-1 Мировой Гран-при 2003, Япония                                   | Р\С                                   | 4     | 3:00  |
| 31.10.2003                                               | Победа    | Йосип Бодрозич        | K-1 Финальные бои Stars War Загреб, Хорватия                        | Р\С                                   | 5     | 3:00  |
| 11.10.2003                                               | Победа    | Майк Бернардо         | K-1 Мировой Гран-при 2003 Осака, Япония                             | KO (удар рукой справа + ногой справа) | 2     | 2:21  |
| 13.07.2003                                               | Победа    | Жан Нортье            | K-1 Мировой Гран-при 2003 Фукуока, Япония                           | KO (лоу-кик)                          | 1     | 2:49  |
| 14.06.2003                                               | Победа    | Кирилл Абиди          | K-1 Мировой Гран-при 2003 Париж, Франция                            | TKO                                   | 3     | 0:20  |
| 14.06.2003                                               | Победа    | Александр Устинов     | K-1 Мировой Гран-при 2003 Париж, Франция                            | Р\С                                   | 3     | 3:00  |
| 14.06.2003                                               | Победа    | Павел Майер           | K-1 Мировой Гран-при 2003 Париж, Франция                            | KO                                    | 3     |       |
| 08.06.2003                                               | Победа    | Бадр Хари             | It’s Showtime — Амстердам, Нидерланды                               | KO (удар справа)                      | 3     | 2:55  |
| 05.10.2002                                               | Поражение | Штефан Леко           | K-1 Мировой Гран-при 2002 Сайтама, Япония                           | Р\С                                   | 4     | 3:00  |
| 14.07.2002                                               | Победа    | Петер Артс            | K-1 Мировой Гран-при 2002 Фукуока, Япония                           | Р\С                                   | 5     | 3:00  |
| 25.05.2002                                               | Победа    | Бьёрн Брегги          | K-1 Мировой Гран-при 2002 Париж, Франция                            | KO (удар ногой)                       | 5     | 2:12  |
| 24.02.2002                                               | Победа    | Нобу Хаяси            | K-1 Голландский Гран-при 2002 Арнхейм, Нидерланды                   | Р\С                                   | 5     | 3:00  |
| 08.12.2001                                               | Поражение | Франсиско Фильо       | K-1 Мировой Гран-при 2001, Япония                                   | Р\С                                   | 3     | 3:00  |
| 08.12.2001                                               | Победа    | Николас Петтас        | K-1 Мировой Гран-при 2001, Япония                                   | KO (коленом в голову)                 | 2     | 1:21  |
| 21.10.2001                                               | Поражение | Джерал Венетиан       | It’s Showtime — Original, Нидерланды                                | Р\С                                   | 3     | 3:00  |
| 20.07.2001                                               | Победа    | Ллойд ван Дамс        | K-1 Мировой Гран-при 2001 Нагоя, Япония                             | Р\С                                   | 3     | 3:00  |
| 07.20.2001                                               | Победа    | Андрю Томсон          | K-1 Мировой Гран-при 2001 Нагоя, Япония                             | KO (ударом слева)                     | 1     | 1:46  |
| 20.07.2001                                               | Победа    | Петар Майсторович     | K-1 Мировой Гран-при 2001 Нагоя, Япония                             | Р\С                                   | 3     | 3:00  |
| 21.04.2001                                               | Победа    | Парис Вассиликос      | K-1 Итальянский Гран-при 2001 Милан, Италия                         | TKO                                   | 3     |       |
| 04.02.2001                                               | Поражение | Штефан Леко           | K-1 Голландский Гран-при 2001, Нидерланды                           | дисквалификация                       | 5     | 3:00  |
| 12.12.2000                                               | Победа    | Ллойд ван Дамс        | It’s Showtime-Рождественская версия                                 | TKO                                   |       |       |
| 20.08.2000                                               | Поражение | Матт Скелтон          | K-1 Мировой Гран-при 2000 Йокогама, Япония                          | Р\С                                   | 3     | 3:00  |
| 24.06.2000                                               | Победа    | Сергей Архипов        | K-1 Белорусский Гран-при 2000 Минск, Белоруссия                     | Р\С                                   | 3     | 3:00  |
| 24.06.2000                                               | Победа    | Сергей Маткин         | K-1 Белорусский Гран-при 2000 Минск, Белоруссия                     | KO                                    | 2     | 2:01  |
| 24.06.2000                                               | Победа    | Дариус Грилаускас     | K-1 Белорусский Гран-при 2000 Минск, Белоруссия                     | KO                                    | 1     | 2:32  |
| 2000                                                     | Победа    | Mark Russell          | I.S.K.A. World Heavyweight Title Fight, Милан, Италия               | Р\С                                   | 5     | 3:00  |
| 03.2000                                                  | Победа    | Ёрген Крут            | WMC Мировой титульный по муай-тай, Минск, Белоруссия                | Р\С                                   | 5     | 3:00  |
| 23.01.2000                                               | Победа    | Гарри Гуфт            | Амстердам, Нидерланды                                               | Р\С                                   | 5     | 3:00  |
| 24.10.1999                                               | Поражение | Роб Каман             | It’s Showtime, Амстердам, Нидерланды                                | Р\С                                   | 5     | 3:00  |
| 07.1999                                                  | Победа    | Ёрген Крут            | WMC Мировой титульный по муай-тай, Rangsit-стадион, Бангкок         | KO                                    | 2     |       |
| 1998                                                     | Победа    | Реми Боньяски         | Боевая Ночь Муай-тай (WPKL), Польша                                 | Р\С                                   | 5     | 3:00  |

### ММА
| 1 победа (1 KO), 1 поражение |                 |                              |                                     |              |       |       |
| Дата                         | результат       | противник                    | турнир                              | как          | раунд | время |
| 22.05.2004                   | Поражение       | Шинске Накамура              | K-1 MMA-ROMANEX, Japan              | Р\С          | 2     | 1:51  |
| 14.03.2004                   | Победа          | «Доктор Смерть» Стив Вильямс | K-1-Beast 2004                      | KO (коленом) | 1     | 0:22  |
| 31.12.2003                   | Не состоявшийся | Шинске Накамура              | K-1 PREMIUM 2003 Dynamite!!, Япония | не засчитан  | 3     | 1:19  |